# Ore italiane
Ore italiane è un taccuino di viaggio di Henry James pubblicato in lingua inglese nel 1909, con illustrazioni di Joseph Pennell, in cui James raccolse dei brani sull'Italia scritti in un arco di tempo di circa quarant'anni, dal 1872 al 1909.
L'opera è formata da ventidue capitoli, quasi tutti provvisti della data in cui furono composti; solo due capitoli, oltre all'introduzione, erano inediti. Rispetto alla loro prima composizione, i brani raccolti furono revisionati estesamente e modificati in modo da costituire una raccolta organica.
L'autore, che si confessa affetto da una sorta di "mal d'Italia" ("the luxury of loving Italy"), per ciascun luogo descrive nell'ordine (e in ordine soggettivo di importanza) i monumenti e le opere d'arte, i paesaggi, gli uomini e l'ambiente sociale. Negli scritti più antichi i luoghi sono confrontati con le impressioni dell'autore precedenti la visita.

## Edizioni
- Henry James, Italian Hours, illustrated by Joseph Pennell, London, W. Heinemann, 1909.

- Henry James, Italian Hours, Boston, Houghton Mifflin Company, 1909.

- Henry James, Ore italiane, traduzione di Claudio Salone, I ed., collana I grandi libri, Garzanti, 2006,  pp. XXXVIII, 477, cap. 22, ISBN 88-11-36646-1.